# Bart Decroos

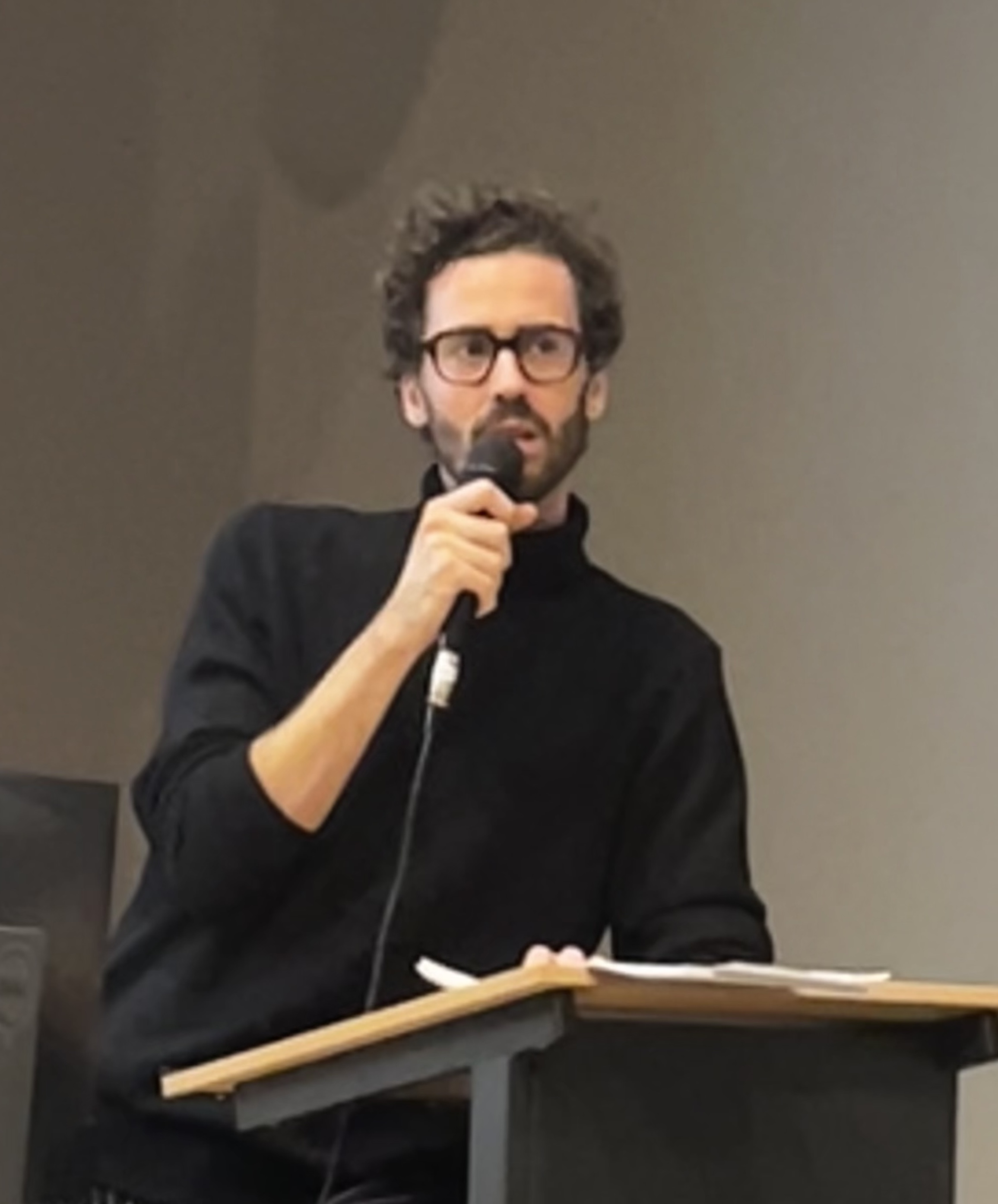
Bart Decroos

Bart Decroos (Brugge, 1989) is een Belgisch architect en auteur.

## Jeugd en opleiding
Decroos werd geboren in Brugge. Hij behaalde een bachelor industrieel productontwerpen aan de hogeschool Howest in Kortrijk in 2010. In 2015 behaalde hij zijn master in de architectuur aan de KU Leuven met grote onderscheiding. Zijn thesis, ‘The Fourth Wall of Architecture’, was een multidisciplinair onderzoeksproject die een combinatie vormde tussen architectuur, literatuur en de kritische theorie.

## Carrière

### Praktijk
Na zijn universitaire opleiding was Decroos werkzaam als medewerker en curator bij het Vlaams Architectuurinstituut (VAi) waar hij onder meer redacteur was voor BRAVOURE SCARCITY BEAUTY, de officiële publicatie van de Belgische deelname aan de Biennale Architettura 2016 in Venetië. Naast het VAi werkte Decroos ook als publicatiemedewerker bij het architectuurbureau De Vylder Vinck Taillieu en is hij tot op heden redacteur bij het architectuurtijdschrift OASE en schrijft hij regelmatig freelance voor andere tijdschriften.

### Academisch
Decroos startte zijn academische carrière in 2017 aan de Universiteit Antwerpen waar hij academisch medewerker werd. In 2018 startte hij als doctoraatsonderzoeker onder supervisie van professor Lara Schrijver. Hierbij onderzoekt hij de vraag wat de zogenaamde ‘materiële bemiddeling’ is van gebouwen, ruimtes en dingen binnen bredere vraagstukken over ecologie, cultuur en politiek. Dit leidde uiteindelijk tot een doctoraatsproefschrift in 2023 met als titel The Ecological Sensibility: Between Ruskin and Banham.

### Literair
Naast zijn werkzaamheden als architect heeft Decroos zich ontwikkeld als auteur. Zijn teksten ontstaan in de spanning tussen fictieve scenario's en de gebouwde ruimte. Hiervoor nam hij deel aan schrijfresidenties, waaronder deze van deBuren in Parijs. Dit leidde tot enkele teksten, De idylle en Havelaar, inc.

## Publicaties
- The fourth wall of architecture[7]
- Karel Martens and The Architecture of the Journal [8]
- Dialogues & Detours [9]
- Forgetting Vitruvius [10]
- Het werkelijkheidseffect van de tekening[9]
- Engaging Léon Stynen : contemporary interventions in the Royal Flanders Music Conservatory[11]
- Zichtbare steden : over de architectuur van het fragment[12]
- Schools & teachers : the education of an architect in Europe[13]
- "Give me some wiggle room" : how to feel at home in the gap between design, building and decay[14]
- The drawing as a practice[15]
- Perception through drawing[15]
- A construction of time[15]
- Practices of drawing[15]
- Retorische architectuur[9]
- A fictional interview with John Ruskin[16]
- The drawing in landscape design and urbanism[17]
- Four anecdotes[18]
- Valuing architecture’s entanglements : the many faces of KANAL-Centre Pompidou[19]
- Give me some wiggle room : how to feel at home in the gap between design, building and decay[20]
- The Minotaur in the Labyrinth [7]
- Een burgemeesterswoning zonder burgemeester[21]
- The end of the future[22]
- Ecology & aesthetics[23]
- The ecological sensibility : between Ruskin and Banham[24]

- Bibsys: 1542227326085
- Gemeinsame Normdatei: 1148112995
- International Standard Name Identifier: 0000 0004 8665 1575
- Library of Congress Control Number: no2018098429
- Nederlandse Thesaurus van Auteursnamen: 413677745
- Système universitaire de documentation: 22370797X
- Virtual International Authority File: 34151533730902771669
- WorldCat: E39PCjFc8TM8CcxYG9tbrKdjP3